# Johannes Dobbe
Johannes Dobbe (* im 15. Jahrhundert; † 7. Oktober 1506) war Domherr in Münster.

## Leben
Johannes Dobbe entstammte dem Geschlecht der Herren von Dobbe, die nach 1445 in den Besitz des Hauses Lyren kamen und bis zu ihrem Aussterben im Jahre 1793 dessen Besitzer blieben. Er war der Sohn des Wilhelm Dobbe und dessen Gemahlin Berta Sobbe. Sein Bruder Rotger war Domherr und als Domscholaster Leiter der Domschule Münster. Sein Neffe Johann war ebenfalls Domherr in Münster.
Johannes absolvierte ein Studium in Köln. 1493 wird Meister Johan Dobbe als Domherr in Münster dokumentiert und am 15. Juni 1496 als Schiedsmann in einem gerichtlichen Verfahren genannt. Über seinen weiteren Lebensweg gibt die Quellenlage keinen Aufschluss.